# Bischöfliches St.-Josef-Gymnasium Bocholt
Das Bischöfliche St.-Josef-Gymnasium Bocholt, kurz Kapu (von Kapuzinergymnasium), ist ein christlich ausgerichtetes Gymnasium in Bocholt, das vom Bistum Münster getragen wird.

## Geschichte
Nach mehrjährigen Bemühungen des Ordens der Kapuziner, die im Jahr 1905 begonnen hatten, wurde ab 1910 nach Plänen des Schweizer Architekten Joseph Steiner am Hemdener Weg 19 in Bocholt eine Missions- und Klosterschule erbaut, die Pater Josef Leonissa Bleyer am 16. April 1912 feierlich eröffnete, nachdem am 3. April des Jahres die ersten Schüler aus der Klosterschule Straßburg-Königshofen (Koenigshoffen) angereist und in das Internat eingezogen waren. Als erster Schulleiter nahm Pater Gregor Magnus Middendorf sein Amt auf. Die ersten Jahre dieser kleinen Schule, deren Zweck anfangs insbesondere darin bestand, Jungen und junge Männer auf missionarische Aufgaben in deutschen Südseegebieten vorzubereiten, waren durch Ereignisse des Ersten Weltkriegs geprägt. So wurden einige Schüler zum Kriegsdienst einberufen; aus anderen Klosterschulen der Kapuziner, die vom Krieg bedroht waren, kamen Schüler nach Bocholt. 1917 mussten alle Internatsschüler mangels Nahrungsmitteln nach Hause geschickt werden.
Nach dem Ersten Weltkrieg nahm die Schule wieder einen Aufschwung, so dass bis 1933 durchschnittlich hundert Schüler das Progymnasium, das am 4. Juli 1921 baulich erweitert worden war, besuchten. 1922/1923 wurde die erste Klosterkirche erbaut. Die Unterprimaner wurden ab 1926 nach Bensheim geschickt, wo sie sich im Kloster Bensheim auf ihr Abitur im Alten Kurfürstlichen Gymnasium vorbereiteten. Ab 1929 übernahm das Bocholter St.-Georg-Gymnasium dessen Rolle. 1931 trat mit Pater Victor Isele ein neuer Schulleiter sein Amt an. Unter seiner Leitung stieg die Schülerzahl in den Jahren 1933 bis 1936 auf insgesamt rund 130, darunter etwa hundert Internatsschüler. 1937 wurde die Schule um eine Turnhalle erweitert. Durch die Bildungspolitik des Dritten Reiches verschlechterten sich die Rahmenbedingungen der Schule bald darauf erheblich. So wurden die Staatsbeamten 1938 gezwungen, ihre Schüler vom Internat zu nehmen. Am 9. November 1939, wenige Wochen nach dem Beginn des Zweiten Weltkriegs, wurde die Klosterschule geschlossen und Soldaten in Kloster und Schule einquartiert. Am 16. März des folgenden Jahres wurde die Kloster- und Missionsschule förmlich aufgelöst und der Schulleiter legte sein Amt nieder. Auch wurden „Zivilarbeiter“ im Kloster untergebracht. Am 22. März 1945 zerstörte ein britischer Luftangriff die Schulgebäude bis auf Keller und Umfassungsmauern. Fünf Patres überlebten den Angriff und wohnten danach zunächst auf dem Gut Hambrock, dann auf Schloss Diepenbrock. Von rund hundert Schülern, die in den Kriegsdienst eingezogen worden waren, kehrten 35 daraus nicht zurück.
Am 11. Januar 1946 nahmen die Patres den Schuldienst wieder auf, allerdings nicht am kriegszerstörten Schulstandort in Bocholt, sondern im unversehrten Kapuzinerkloster zu Kleve. 1947 trat mit Franz Xaver Bill der dritte Schulleiter sein Amt an. Unter seiner Ägide schritt der Wiederaufbau der Bocholter Klosterschule in den Jahren 1948 bis 1951 voran, so dass am 30. April 1951 der Schulbetrieb mit 36 Schülern und fünf Patres in Bocholt wieder anlaufen konnte. Schon 1947 war in der zerstörten Turnhalle eine Notkirche der Kapuziner eingerichtet worden. 1957/1958 erbaute der Kapuziner-Konvent eine neue Kirche unter dem Patronat des Laurentius von Brindisi. Deren Gemeinde hatte von 1961 bis 2000 den Status eines selbständigen Pfarrrektorats inne; am 1. Juli 2001 fusionierte sie mit der Kirchengemeinde St. Georg. 1961 konnten eine neue Turnhalle und ein Sportplatz eröffnet werden. Im Auftrag des rheinisch-westfälischen Provinzkapitels der Kapuziner leitete Pater Roland Engelbertz 1964 die Vorbereitungen zu einer größeren baulichen Erweiterung der Schule bis 1966 in die Wege. 1965 übernahm er von Bill das Amt des Schulleiters. Seit dieser Zeit führte die Schule den Namen St.-Josef-Kolleg. Zu Beginn der 1970er Jahre fielen unter Engelbertz’ Leitung die Entscheidungen, das Progymnasium zu einem Gymnasium auszubauen und 1973 die Koedukation einzuführen. Am 1. August 1974 erhielt die Schule die staatliche Anerkennung als Vollgymnasium; in der Folgezeit hieß die Schule St.-Josef-Gymnasium der Kapuziner. Am 7. Juni 1974 bestanden die ersten acht Schüler dort ihr Abitur. Weitere Schulgebäude wurden in den Jahren 1973 und 1974 eröffnet, um der wachsenden Schülerzahl zu entsprechen. 1977 kam ein neu gepflasterter Pausenhof hinzu, 1978 eine neue Turnhalle. Am 10. Juni 1980 schloss das Internat. Vom Ende der 1960er bis zum Anfang der 1970er Jahre war es dort nachweislich zum sexuellen Missbrauch eines Paters an drei Internatsschülern gekommen. Zum Schuljahr 1983/1984 führte das altsprachliche Gymnasium auch Englisch als eine im ersten Schuljahr neben Latein wählbare Fremdsprache ein. Am 7. August 1989 übernahm Pater Paulinus Veith (1934–2003) die Schulleitung von Pater Roland Engelbertz, der am 14. Juni verabschiedet worden war.
Zum 1. Januar 1993 wechselte die Trägerschaft des Gymnasiums von den Kapuzinern auf das Bistum Münster über. Mithin änderte sich der Name der Schule in Bischöfliches St.-Josef-Gymnasium. 1998 trat Hans-Dieter Kohnen das Amt des Schulleiters an. Bis zum Jahr 2001 verließen die Kapuziner, die zuletzt nur noch einen kleinen Teil des Lehrerkollegiums gebildet hatten, das Kloster am Hemdener Weg. Ihre Klosterkirche, die Pfarrkirche St. Laurentius, wurde in den Jahren 2002/2003 zu einer Aula umgebaut. Weitere bauliche Veränderungen der baulichen Struktur wurden bis 2011 nach Plänen des Büros Kleihues + Kleihues vollzogen, um eine energetische Gebäudesanierung mit einer Erweiterung zu einem fünfzügigen Gymnasium für rund tausend Schüler zu verknüpfen. Am 19. März 2012, im Jahr des hundertjährigen Jubiläums der Schule, wurden die letzten Bauabschnitte dieser Erweiterungsphase eröffnet. Die Architektur dieser Umbau- und Erweitungsplanung (Entwurf von Josef Paul Kleihues und Norbert Hensel) wurde mit dem Schulbaupreis NRW 2013 ausgezeichnet.

## Weltanschauliche Orientierung, pädagogische Angebote und Projekte
Das St.-Josef-Gymnasium betrachtet „das christliche Welt- und Menschenbild“ als Grundlage des Unterrichts und der Erziehung und strebt „ganzheitliches und selbstverantwortliches Lernen als Antwort auf Veränderungen der gesellschaftlichen und politischen Anforderungen“ an. Der Unterricht ist in 19 Fachschaften gegliedert. Neben Latein kann ab der Klasse 5 auch Englisch als erste Fremdsprache gewählt werden, im Weiteren dann Spanisch oder Latein oder Französisch als zweite Fremdsprache ab Klasse 6. Als besonderes Angebot steht den Schülern unter anderem eine Mitwirkung in einer Theater-AG, in einer Foto-AG, in einer Jonglier- und Akrobatik-AG namens „Jokers“ und in dem Schulchor „Da Capu“ offen. Partnerschule ist das Katolickie Gimnazjum i Liceum im. sw. Melchiora Grodzieckiego im südpolnischen Cieszyn (Teschen).

## Bekannte Schüler und Lehrer

### Schüler
- Hubert Berke, Maler und Grafiker, Hochschullehrer
- Dieter Bischop, Archäologe
- Dirk Elsemann, Kirchenmusiker, Hochschullehrer
- Christophorus Goedereis, Provinzialminister der Deutschen Kapuzinerprovinz
- Thomas Großbölting, Historiker
- Michael Pehl, US-amerikanischer Manager, Berater und Unternehmer
- Christoph Pries, Politiker, Mitglied des Deutschen Bundestags
- Hermann-Josef Tebroke, Wirtschaftswissenschaftler, Politiker, Landrat, Mitglied des Deutschen Bundestages
- Sven Volmering, Politiker, Mitglied des Deutschen Bundestags
- Holger Zaborowski, Philosoph

### Lehrer
- Sigbert Wagener, Lehrer von 1957 bis 1981, Entomologe
- Dominique Rebourgeon, Kunstlehrer in den 1970er Jahren